# Plaatselijke Kamer van Verenigingen
Een Plaatselijke Kamer van Verenigingen (PKvV) is een lokale koepelorganisatie van studenten(gezelligheids)verenigingen binnen een Nederlandse studentenstad.  

## Activiteiten
Een PKvV behartigt de gezamenlijke belangen van de aangesloten verenigingen, zoals studentenwelzijn, bestuursbeurzen, introductieperiodes en het beleid van de lokale onderwijsinstelling(en). Om dit voor elkaar te krijgen, overlegt de PKvV periodiek met de aangesloten verenigingen en onderhoudt de PKvV contacten met relevante partijen, waaronder in elk geval de lokale onderwijsinstelling(en) en de gemeente. Op basis van de lokale behoeftes en de omvang van het ledenbestand van de PKvV zal een PKvV zich bezighouden met zaken als het aanbieden van bestuurstrainingen, het organiseren van debatten, het in contact brengen van individuele verenigingen met relevante partijen, en het organiseren of ondersteunen van gezamenlijke evenementen, zoals de jaarlijkse kennismaking van eerstejaars studenten met de lokale studentenorganisaties en onderwijsinstelling(en).  

## Structuur
De meeste Nederlandse studentensteden beschikken over een eigen PKvV. Een PKvV heeft Dagelijks Bestuur, dat bestaat uit leden afkomstig van de aangesloten lidverenigingen. Welk type verenigingen er lid zijn van een PKvV, verschilt per studentenstad. Zo bevatten de PKvV's van Eindhoven en Maastricht enkel de grootste studentengezelligheidsverenigingen, terwijl er bij de PKvV's van Amsterdam en Delft ook confessionele, culturele en sportverenigingen zijn aangesloten.
De PKvV's zijn de lokale variant van de Landelijke Kamer van Verenigingen (LKvV), de kamer die de gezamenlijke belangen van de aangesloten studenten(gezelligheids)verenigingen op nationaal niveau behartigt. Niet alle verenigingen die van een lokale kamer lid zijn, zijn ook lid van de landelijke kamer en vice versa. 

## PKvV’s per stad
Onderstaand overzicht geeft aan welke Plaatselijke Kamers van Verenigingen er in Nederland bestaan, in welk jaar de PKvV is opgericht, en welke lidverenigingen elke kamer heeft. Alle lokale kamers zijn tevens aangesloten bij de LKvV.
| Studentenstad | Naam Plaatselijke Kamer van Verenigingen                 | Oprichtingsjaar | Aangesloten verenigingen |
| ------------- | -------------------------------------------------------- | --------------- | --- |
| Amsterdam     | Amsterdamse Kamer van Verenigingen (A.K.v.V.)            | 1981            | 25 aangesloten verenigingen |
| Delft         | Verenigingsraad Delft (VeRa)                             | 1957            | 18 aangesloten verenigingen: - Nieuwe Delft (De Bolk) - Sint Jansbrug - Delftsche Studenten Bond - Delftsch Studenten Corps - Sanctus Virgilius - OJV de Koornbeurs - Outsite - Proteus-Eretes - Laga - Punch - Thor - VV Ariston '80 - C.S.F.R. Delft - C.S.R. - Vereniging van Gereformeerde Studenten te Delft - AEGEE Delft - Groover - Krashna Musika |
| Eindhoven     | P.K.v.V. Compositum ‘Communis Opinio'                    |                 | 3 aangesloten verenigingen |
| Enschede      | P.K.v.V. 'Fact'                                          | 1993            | 4 aangesloten verenigingen |
| Groningen     | Contractus Groningen                                     | 1966            | 8 aangesloten verenigingen: - Albertus Magnus - Bernlef - Cleopatra - Dizkartes - GSV Groningen - Navigators Groningen - Unitas - Vindicat Atque Polit |
| Leiden        | Plaatselijke Kamer van Verenigingen (PKvV Leiden)        | 1966            | 25 aangesloten verenigingen |
| Maastricht    | Maastrichtse Kamer van Verenigingen (MKvV)               |                 | 3 aangesloten verenigingen |
| Nijmegen      | Bestuurlijk Overleg Studentenverenigingen (B.O.S.)       | 1991            | 5 aangesloten verenigingen: - N.S.V. Carolus Magnus - N.S.R.V. Phocas - N.S.Z.V. De Loefbijter - N.S.V. Ovum Novum - ASV Karpe Noktem |
| Rotterdam     | Rotterdamse Kamer van Verenigingen                       |                 | |
| Tilburg       | Stichting Overleg Tilburgse Studentenverenigingen (SOTS) |                 | 3 aangesloten verenigingen |
| Utrecht       | Federatie Utrechtse Gezelligheidsverenigingen (F.U.G.)   | 1970            | 7 aangesloten verenigingen |
| Wageningen    | Wageningse Kamer van Verenigingen (W.K.v.V.)             | 2020            | 10 aangesloten verenigingen: - J.V. Unitas - K.S.V. Franciscus Xaverius - SSR-W, - WSV Ceres - W.S.R. Argo - C.S.F.R. Dei Gratia - Ichthus Wageningen - D.L.V. Nji Sri - Navigators Wageningen - VGSW |